# Jan Maegaard
Jan Carl Christian Maegaard, né le 14 avril 1926 à Copenhague (Danemark) et mort le 27 novembre 2012, est un musicologue et compositeur danois.